# Fiep Westendorpbrug (Amsterdam)
De Fiep Westendorpbrug (brug 385) is een vaste brug in Amsterdam, op de grens van de stadsdelen Zuid en Nieuw-West.
De brug is gelegen in de Heemstedestraat. Ze overspant de Westlandgracht. Aan de oostzijde landt de brug op de kade die ook Westlandgracht heet, aan de westzijde ligt voetgangersgebied. De gracht vormde tot 1959 de grens tussen stedelijke bebouwing en tuinderijen. Een van de eerste uitbreidingen bestond uit het aanleggen van deze brug. De brug zou een aantal jaren later een verbinding verzorgen naar de wijken Slotervaart en Osdorp.
De brug werd werkelijk in het niets gelegd. De stadsbebouwing hield hier plotseling op, in de verre verte was nog het dorp Sloten te zien. Na de aanbesteding in januari 1959, werd er vanaf de zomer 1959 tot en met juli 1960 (oplevering) aan gebouwd. Het werd een betonnen brug (betonnen pijlers, betonnen overspanning) met stalen brugleuningen. De gemeente verwachtte veel verkeer en daardoor werd aan de westzijde van de brug een voetgangersviaduct ingebouwd. Zo konden schoolgaande kinderen gebruik maken van een scheiding tussen langzaam en snelverkeer. De Telegraaf constateerde in januari 1961 echter dat de onderdoorgang er weliswaar was, maar dat de gemeentelijke dienst Publieke Werken vergeten was het voetpad te bestraten. Het voetgangersgebied werd ter plaatse van de brug uitgebreid met zitjes, zoals dat ook in de tijd van bruggenbouwer Piet Kramer gebeurde. De architect van de brug is echter Peter Pennink, die maar een beperkt aantal bruggen ontwierp voor Amsterdam. Aan de noordwestzijde van de brug werd ook een speelruimte voor kinderen neergelegd, waarbij Jacoba Mulder en Aldo van Eyck hun invloed konden laten gelden. Hun werk is echter in 2006 tot een minimum teruggebracht (het gebouwtje kwam in diezelfde tijd als de herinrichting), ook de onderdoorgang werd dichtgemaakt, omdat de doorgang het domein was geworden van daklozen en mensen die in de openbare ruimte bier drinken.
Sinds 1975 draagt de brug tevens de tramrails van tram 2, die op 6 oktober 1975 werd verlengd, waarbij bus 23 van de brug verdween die hier sinds 10 juli 1960 reed. Tot dan toe reed de tram niet verder dan het Hoofddorpplein, maar het nieuw bebouwde gebied ten westen van de Johan Huizingalaan met onder meer het Antoni van Leeuwenhoekziekenhuis en Slotervaartziekenhuis hadden beter openbaar vervoer nodig. Op de brug staduitwaarts kwam de trambaan direct op een verhoogd niveau te liggen, de brug was dermate breed dat er ook voldoende ruimte was voor tramhaltes op de brug. Midden jaren negentig werden deze voor de tram echter opgeheven maar bleven in gebruik voor de bus. Eind november 1997 keerde de haltes na protesten echter weer terug.
De brug werd in 2022 vernoemd naar illustratrice Fiep Westendorp. Honderd meter westwaarts ligt de Heemstedebrug.

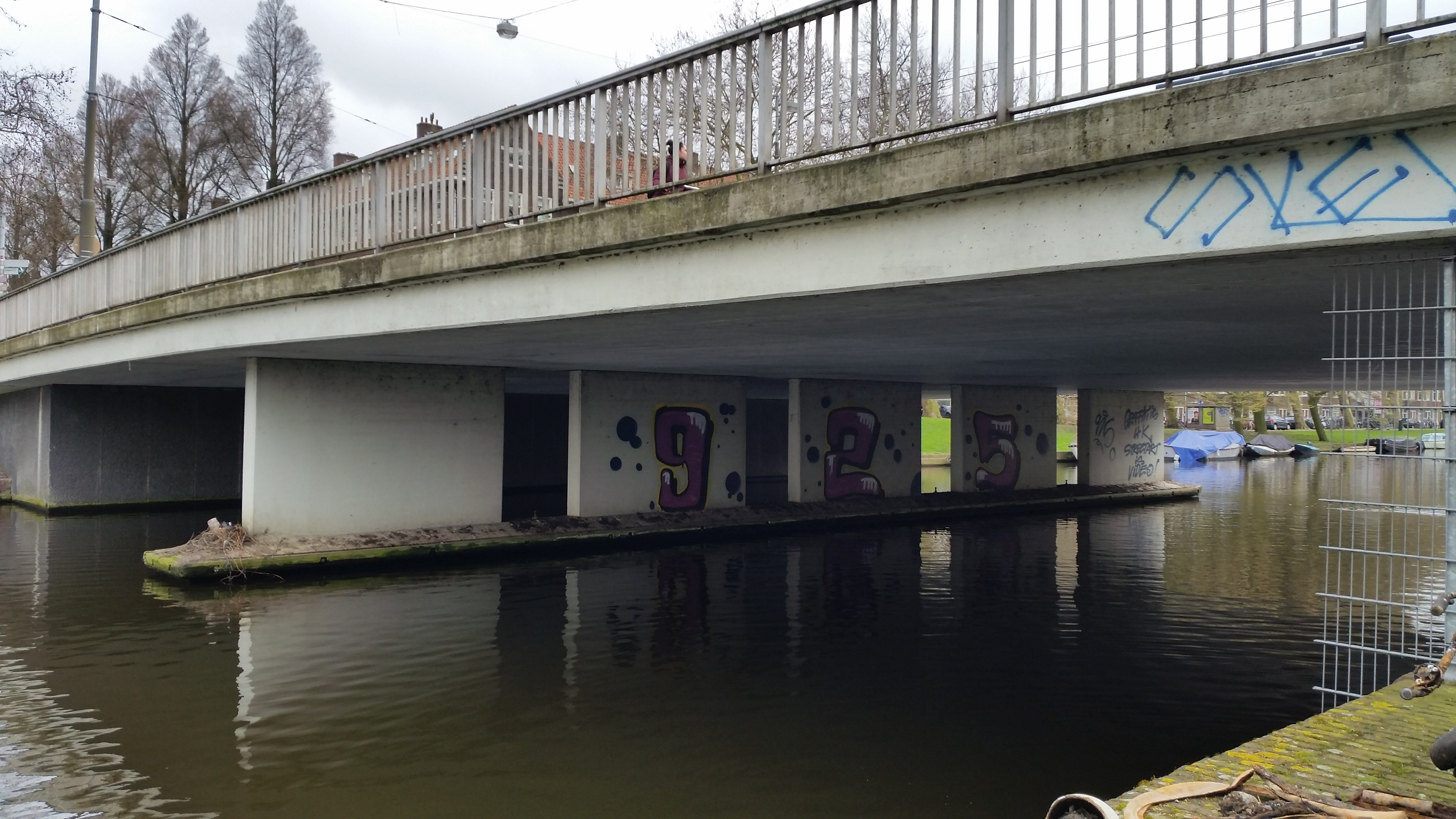
Onderzijde van brug 385 (maart 2019)
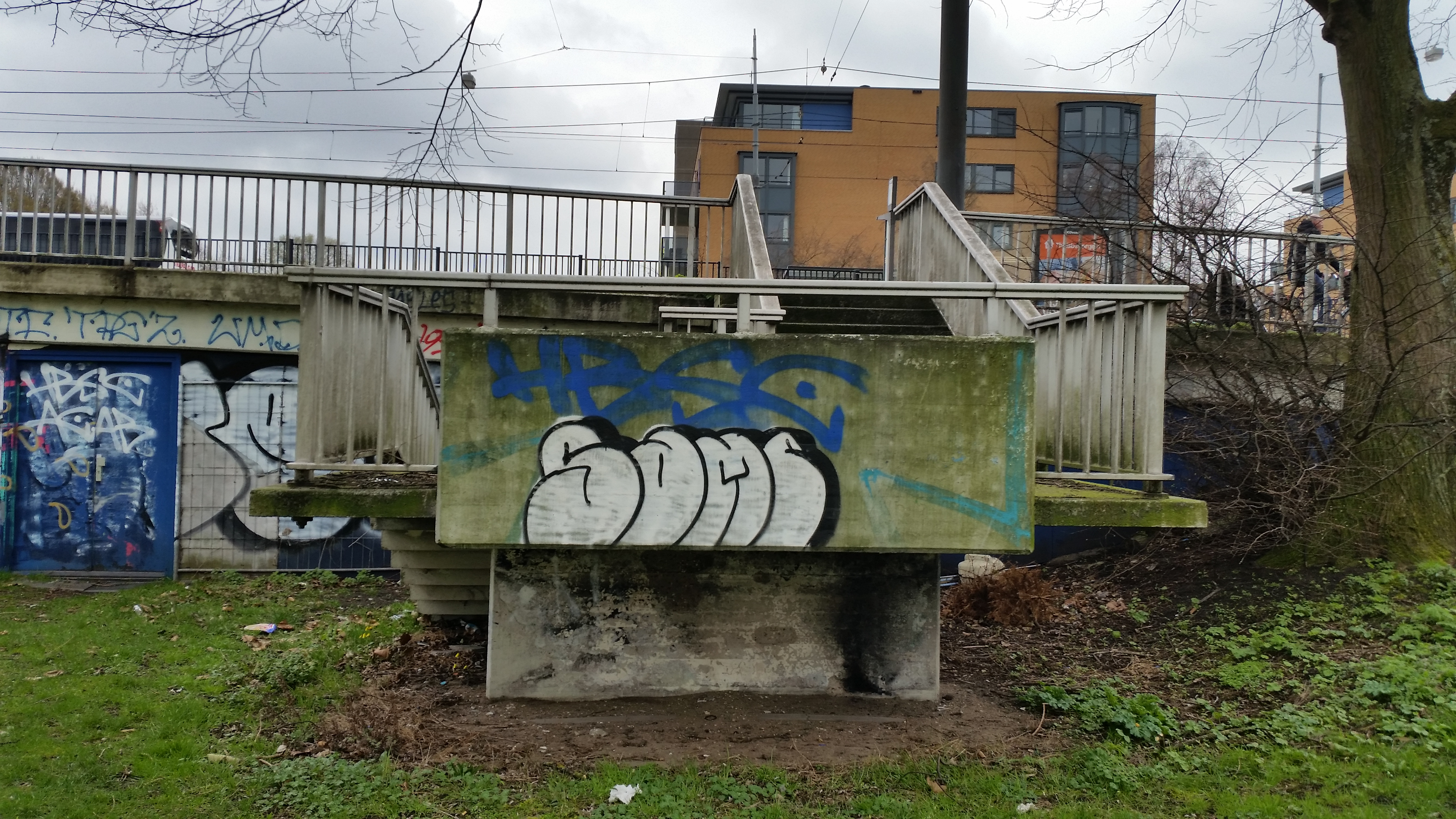
Trapje naar de voormalige speelplaats. Links is de afsluiting van de onderdoorgang te zien. (maart 2019)

<<< · 300 · 301 · 302 · 303 · 304 · 305 · 306 · 307 · 308 · 309 · 310 · 311 · 312 · 313 · 314 · 315 · 316 · 317 · 318 · 320 · 321 · 322 · 323 · 324 · 325 · 327 · 328 · 330 · 331 · 332 · 333 · 334 · 335 · 336 · 337 · 338 · 339 · 340 · 341 · 342 · 343 · 344 · 345 · 346 · 347 · 348 · 349 · 350 · 351 · 352 · 353 · 354 · 355 · 356 · 357 · 358 · 359 · 360 · 361 · 362 · 363 · 364 · 365 · 366 · 367 · 368 · 371 · 372 · 373 · 374 · 375 · 376 · 377 · 378 · 379 · 380 · 381 · 382 · 383 · 385 · 386 · 387 · 388 · 389 · 390 · 391 · 392 · 393 · 394 · 395 · 396 · 397 · 398 · 399 · >>>
Brugnummers 319, 326, 329 (tijdelijke duiker in de Ringspoordijk), 369, 370, 384 zijn niet (meer) vergeven.